# Јелена Ивановић Војводић
Јелена Ивановић Војводић (Призрен, 1962) српска је архитекткиња, декан и редовни професор на Факултету за уметност и дизајн Џон Незбит (Мегатренд) универзитета у Београду.

## Каријера
Јелена Ивановић Војводић завршила је Архитектонски факултет Универзитета у Београду 1987. године. Радила је како у Србији, тако и у иностранству. Од 1984. до 1985. радила је у канцеларији Ендруз Калик сарадници која се налази у Редингу у Енглеској. Од 1987. до 1991. радила је као самостални пројектант у Саобраћајном институту ЦИП у Београду, а од 1991. до 1994. била је виши пројектант у Економском бироу у Београду; 1994-1996. ради у Фарману у Будимпешти. Од 1996. поново ради у Београду, а од 2003. до 2007. радила је у Беогас-Акватерму.
Била је председник Друштва архитеката Београда од 2004. до 2008, а од 2005. до 2009. била је члан Суда части Инжењерске коморе Србије.
Године 2006. са Гораном Војводићем основала је архитектонско предузеће Биро.ВИА д.о.о. у Београду. До сада је реализовала преко 30 објеката, ентеријера и планова и била је награђивана за свој рад.
Јелена је такође и ауторка и један је од оснивача пројекта БИНА (Београдска интернационална недеља архитектуре) и НВО организације Докомомо Србија.
На Факултету за уметност и дизајн Мегатренд (Џон Незбит) универзитета је радила (2009-2017) као доцент, ванредни и редовни професор, декан (2016) и продекан (2017).

### Награде и признања
- 2000. Награда за најзначајније дело из области ентеријера за бутик спортске опреме Бафало у Чачку (са В. Милуновић)
- 2004. Признање Салона архитектуре за квалитет интерполације у градском језгру за пословни објекат Еуроцентар, ул. Македонска бр. 30, Београд (са М. Бојовић и С. Литвиновић)
- 2006. Признање Салона архитектуре за архитектуру, Кућа за одмор, Бигово (са В. Милуновић)
- 2008. Награда Ранко Радовић (категорија II) за мултимедија (са Д. Ј. Провановић, Р. Сарић, И. Куцина, Д. Марушић, ДАБ и КЦБ)[2]